# Місто-герой

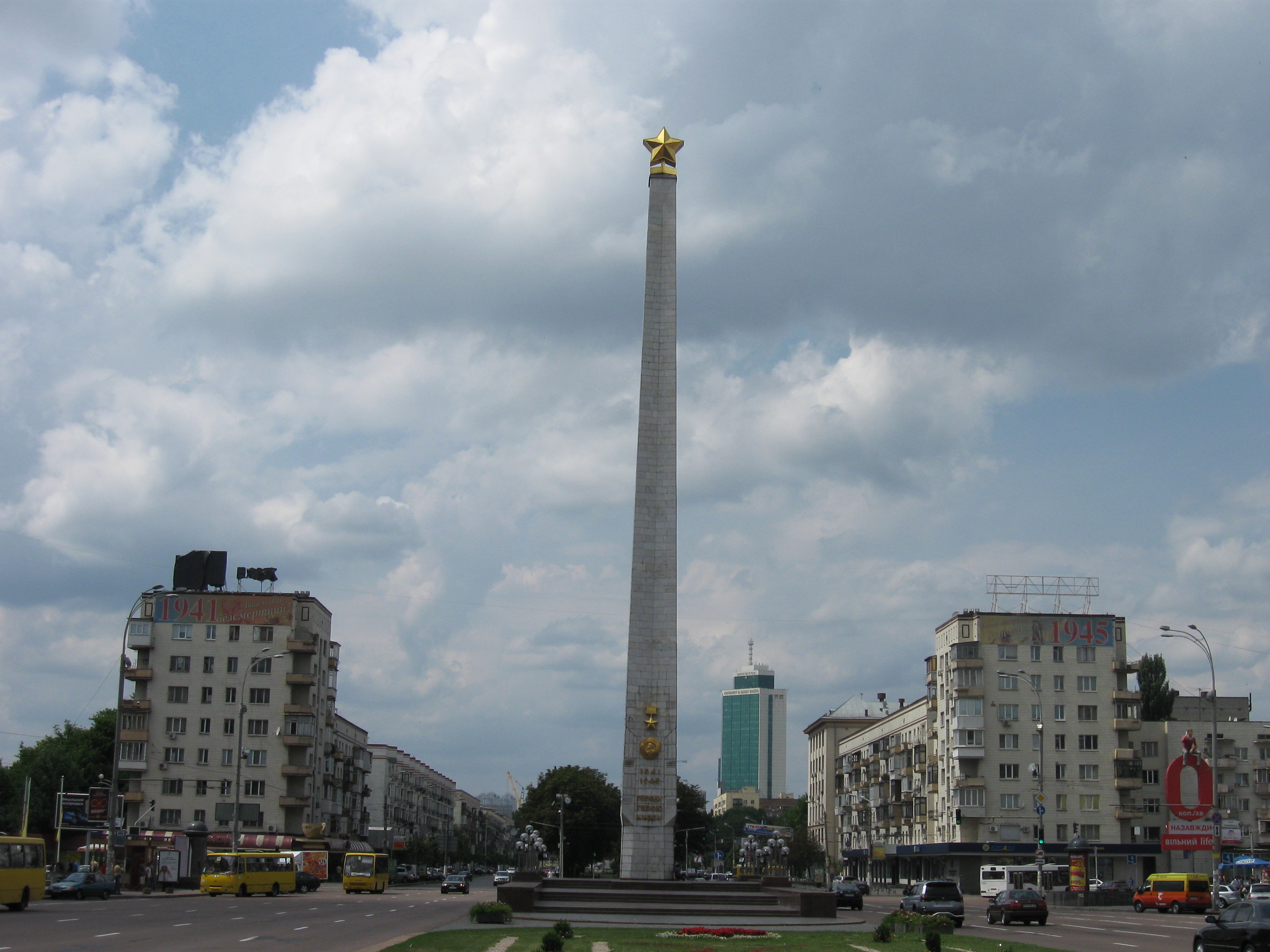
Київ. Галицька площа. Обеліск на честь Перемоги у німецько-радянській війні

Мі́сто-геро́й — почесне звання міст з часів існування СРСР, яке було надано 12 містам і одній фортеці. Це звання їм присвоєно після німецько-радянської війни. Положення про звання «Місто-герой» було затверджено 8 травня 1965 року. 
6 березня 2022 року Президент України Володимир Зеленський встановив аналогічну відзнаку «Місто-герой України».

## Опис радянського почесного звання
Відповідно до «Положення про ордени, медалі, і почесні звання СРСР» 1979 року місто, нагороджене званням «місто-герой», одержувало найвищі нагороди СРСР — орден Леніна та медаль «Золота Зірка».
Чотири міста: Київ, Севастополь, Одеса та Керч, знаходяться в Україні; одне місто —Мінськ та Берестейська фортеця-герой — розташовані на території Білорусі; решта сім міст — в Росії.

## Міста-герої

### У Білорусі
1. Берестейська фортеця-герой — з 8 травня 1945 (підтверджено 8 травня 1965)[3].
2. Мінськ — з 26 червня 1974[4].

### У Росії

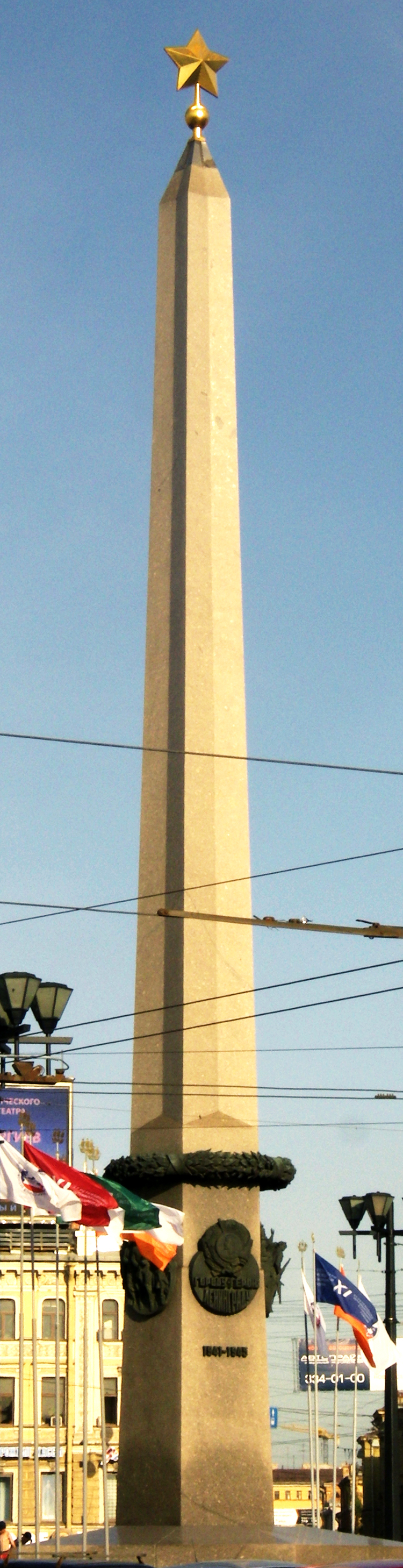
Обеліск «місту-герою» в Санкт-Петербурзі

1. Ленінград — з 1 травня 1945 (підтверджено 8 травня 1965).
2. Сталінград — з 1 травня 1945 (підтверджено 8 травня 1965).
3. Москва — з 8 травня 1965.
4. Новоросійськ — з 14 вересня 1973.
5. Тула — з 7 грудня 1976[5].
6. Мурманськ — з 6 травня 1985[6].
7. Смоленськ — з 6 травня 1985.

### В Україні

#### Міста-героїнімецько-радянської війни

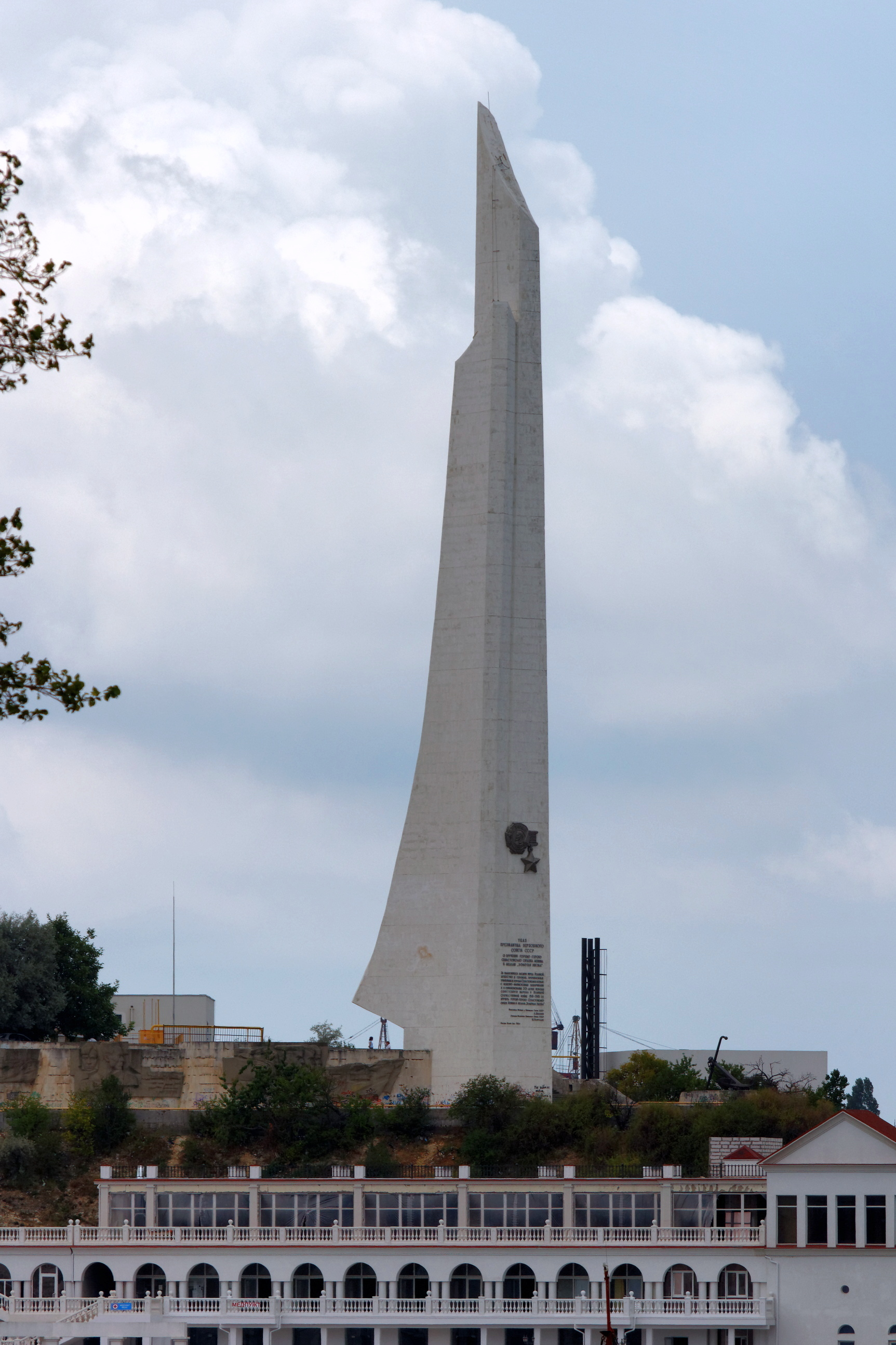
Севастополь: обеліск «Багнет-вітрило» на честь міста героя

1. Севастополь — з 1 травня 1945 (підтверджено 8 травня 1965)
2. Одеса — з 1 травня 1945 (підтверджено 8 травня 1965)[7]
3. Київ — з 8 травня 1965
4. Керч — з 14 вересня 1973

#### Міста-героїросійсько-української війни
6 березня 2022 року Президент України Володимир Зеленський з метою відзначення подвигу, масового героїзму та стійкості громадян, виявлених у захисті своїх міст під час відсічі збройної агресії Російської Федерації проти України встановив почесну відзнаку «Місто-герой України».
Почесну відзнаку присвоєно таким містам:
- Указом від 6 березня 2022 року:
  1. Волноваха;
  2. Гостомель;
  3. Маріуполь;
  4. Харків;
  5. Херсон;
  6. Чернігів.
- Указом від 24 березня 2022:
  1. Буча[9];
  2. Ірпінь;
  3. Миколаїв;
  4. Охтирка.

### Міста-герої в інших країнах
- В Югославії міста могли бути нагороджені Орденом Народного героя, що аналогічно присвоєння звання «Місто-герой» в СРСР.
- В Італії міста були нагороджені Золотою медаллю Військової доблесті під час і після війни.

## Галерея
Радянські поштові марки 1965 «Міста-Герої»:

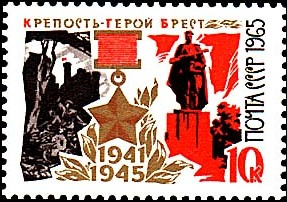
Брест
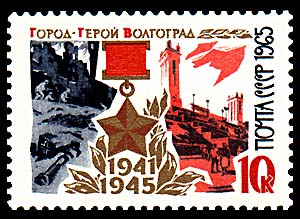
Волгоград
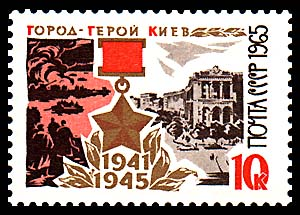
Київ
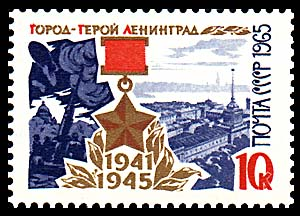
Ленінград
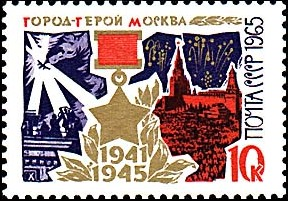
Москва
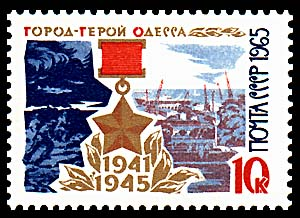
Одеса
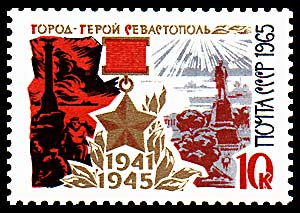
Севастополь